# Pseudomystus inornatus
Pseudomystus inornatus és una espècie de peix de la família dels bàgrids i de l'ordre dels siluriformes.

## Morfologia
Els mascles poden assolir els 14,5 cm de longitud total

## Distribució geogràfica
Es troba a Borneo.